# Gottfried Sturm
Gottfried Sturm (* 11. März 1923 in Freiwaldau; † 27. März 2018) war ein deutscher Slawist.

## Leben
Er studierte ab 1947 an der Humboldt-Universität zu Berlin Slawistik und Altphilologie. Er lehrte von 1957 bis 1969 am Slawischen Institut der PH Potsdam für Oberstufenlehrer im Fernstudium und qualifizierte in den 1970er Jahren Bibliothekare der Deutschen Staatsbibliothek. Er war von 1961 bis 1988 Redaktionssekretär der Zeitschrift für Slawistik. 1996 wurde er zum Honorarprofessor am Institut für Slawistik der Humboldt-Universität ernannt.

## Schriften (Auswahl)
- Die russischen Verben auf -nut. Berlin 1960, OCLC 1072601217.
- mit Helmut Graßhoff und Dietrich Freydank (Hg.): Rauchspur der Tauben. Radziwiłł-Chronik. Leipzig 1986, ISBN 3-378-00002-3.
- mit Dietrich Freydank (Hg.): Das Väterbuch des Kiewer Höhlenklosters. Leipzig 1988, ISBN 3-7338-0093-1.
- mit Jutta Harney und Marie-Elisabeth Fritze (Hg.): Conrad Bussow: Zeit der Wirren. Moskowitische Chronik der Jahre 1584 bis 1613. Berlin 1991, ISBN 3-7338-0064-8.